# التواريخ المتعددة
التواريخ المتعددة مفهوم يرتبط ارتباطا وثيقا بتفسير العوالم المتعددة لميكانيكا الكم. وبنفس الطريقة التي ينظر بها تفسير العوالم المتعددة إلى المستقبل المحتمل على أنه ذو وجود حقيقي، فإن نظرية التواريخ المتعددة تعكس هذا لاعتبار التواريخ الماضية المحتملة لحدث معين ذات وجود حقيقي.